# 大牧 (さいたま市)
大牧（おおまき）は、埼玉県さいたま市緑区の大字。郵便番号は336-0922。
隣接している大間木は「おおまぎ」と読む。

## 地理
さいたま市緑区中部の大宮台地（浦和大宮支台）上や芝川周辺の沖積平野に位置する。大小5か所に飛び地があり、大きいほうは見沼代用水西縁に架かる国道463号の浅間橋の対角に位置し、蓮見新田を挟んだ南側の飛地とともに見沼田んぼとなっている。小さいほうは浦和大間木郵便局の東側と、東浦和駅付近の見沼代用水西縁および見沼通船堀周辺の2か所に位置する。東浦和駅周辺は境界線が大間木などと複雑に入り組んでいたが、一部が地番変更の実施により大宮台地側の大半が東浦和となり、見沼田んぼ側が飛び地となった。西側は宅地化が進んでおり、見沼田んぼの側は人家はなく、一部が芝川第一調節池となっている。
縄文前期の梅所遺跡や、縄文期・弥生後期の大北遺跡や、弥生後期 - 古墳時代前期の和田遺跡が地区内に所在する。

### 地価
住宅地の地価は、2018年（平成30年）1月1日の公示地価によれば、大字大牧字梅所1470-6の地点で13万1000円/m2となっている。

### 小字
- 葭場耕地[4]
- 中割
- 梅所
- 第六天神
- 女鉢下

## 歴史
もとは江戸期より存在した武蔵国足立郡木崎領に属する大牧村、古くは南北朝期より見出せる足立郡芝郷のうちの大牧村であった。地名の由来は定かではないが、古代の牧場に因むものとされている。村高は正保年間の『武蔵田園簿』では431石余（田135石余、畑296町余）、『天保郷帳』では508石余であった。助郷は中山道浦和宿に出役していた。村の規模は東西12町余、南北18町余で、化政期の戸数は16軒であった。
- 発足時は幕府領、1698年（元禄11年）より一部が旗本中山氏の知行地となり[4]、幕府領と旗本領が混在する。飛地が村の西方および大間木村の内に存在した[4]。なお、検地は1690年（元禄3年）および享保年間に実施。
- 1728年（享保13年） - 見沼代用水が開削される。
- 1805年（文化2年） - 当村に属していた蓮見新田が中尾村（現・中尾）に属するようになる[4]。
- 幕末時点では足立郡大牧村であった。明治初年の『旧高旧領取調帳』の記載によると、代官大竹左馬太郎支配所が管轄する幕府領であった[8]。
- 1868年（慶応4年）6月19日 - 旧幕府領が武蔵知県事・山田政則（忍藩士）の管轄となる。
- 1869年（明治2年） 
  - 1月13日 - 武蔵知県事・宮原忠英の管轄区域に大宮県を設置、同県の管轄となる。県庁は東京府馬喰町に置かれる。
  - 9月29日 - 県庁が浦和に置かれ浦和県に改称。
- 1871年（明治4年）11月13日 - 第1次府県統合により埼玉県の管轄となる。
- 1872年（明治5年）7月 - 地内の清泰院を仮用して大牧学校（現・さいたま市立尾間木小学校）が開校する[9]。
- 1879年（明治12年）3月17日 - 郡区町村編制法により成立した北足立郡に属す。郡役所は浦和宿に設置。
- 1882年（明治15年） - 大牧学校が大間木に移転する。
- 1889年（明治22年）4月1日 - 町村制施行に平行して大牧、中尾、大間木、井沼方、下山口新田、蓮見新田4箇村2新田が合併し、尾間木村が成立[10]。尾間木村の大字大牧となる[4]。
- 1940年（昭和15年）4月17日 - 尾間木村は同郡三室村と共に浦和市へ編入され[4][11]、浦和市の大字となる。
- 1967年（昭和42年） - 地内に浦和明の星女子高等学校（現・浦和明の星女子中学校・高等学校）が開校する。
- 1968年（昭和43年） - 地内の大牧770番地に明の星女子短期大学（2003年9月30日廃止）が開学する。
- 1979年（昭和54年） - 芝川第一調節池の造成に着手する。
- 1982年（昭和57年）4月1日 - 地内に浦和市立大牧小学校（現・さいたま市立大牧小学校）が開校する。
- 2001年（平成13年）5月1日 - 浦和市が、与野市、大宮市と合併しさいたま市となり、さいたま市の大字となる。
- 2002年（平成14年）12月7日 - 東浦和第一土地区画整理事業の換地処分が完了し、大字大牧の一部が東浦和の一部となり成立する[12]。これにより清泰院のほか、大牧小学校や浦和明の星女子高等学校などが立地地区から外れる[13]。
- 2003年（平成15年）4月1日 - さいたま市が政令指定都市に移行しさいたま市緑区の大字となる[12]。

## 世帯数と人口
2017年（平成29年）9月1日現在の世帯数と人口は以下の通りである。
| 大字 | 世帯数    | 人口    |
| ---- | --------- | ------- |
| 大牧 | 1,022世帯 | 2,366人 |

## 小・中学校の学区
市立小・中学校に通う場合、学区（校区）は以下の通りとなる。
| 番地                                                      | 小学校                   | 中学校                   |
| --------------------------------------------------------- | ------------------------ | ------------------------ |
| 346 - 359番地                                             | さいたま市立尾間木小学校 | さいたま市立尾間木中学校 |
| 1336 - 1352番地                                           | さいたま市立尾間木小学校 | さいたま市立東浦和中学校 |
| 1216 - 1272番地 1309番地3 1310番地2・3・5 1353 - 1513番地 | さいたま市立大牧小学校   | さいたま市立東浦和中学校 |
| その他                                                    | さいたま市立大牧小学校   | さいたま市立尾間木中学校 |

## 交通

### 鉄道
- 見沼田んぼにある飛地の芝川付近で武蔵野線がかすめているが鉄道駅はない。最寄り駅は武蔵野線東浦和駅であるが、大字大牧字梅所よりおよそ1.6 km[7]ほど南にある。

### 道路
- 国道463号
- 埼玉県道・東京都道103号吉場安行東京線 - 飛地にてかすめる

## 施設
- 芝川第一調節池（一部）
- 大牧自然緑地[15] - 大牧特別緑地保全地区[16]
- 梅所第三公園
- 浅間神社
- 最勝寺
- 八幡宮